# Скомина, Дамир

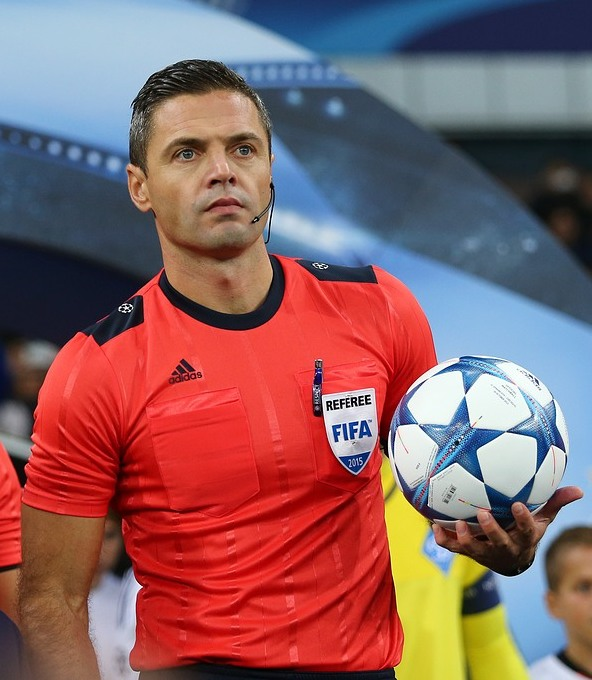
Скомина в матче в Сольне (2017)

Дами́р Скоми́на (род. 5 августа 1976, Копер, Словения, СФРЮ) — словенский футбольный судья. Имеет лицензию ФИФА.

## Карьера
Судейскую карьеру Скомина начал в 1994 году. Дебютировал на международной арене 30 апреля 2003 года в матче между сборными Венгрии и Люксембурга.
В 2007 году Скомина судил матчи молодежного чемпионата Европы (включая финальный поединок). В 2008 году обслуживал игры Олимпийского футбольного турнира на летней Олимпиаде в Пекине, также был четвёртым судьёй на Евро 2008.
В 2012 году Скомина был включён в список судей чемпионата Европы, проходившего в Польше и Украине. В этом же году он обслуживал матч Суперкубка УЕФА.
1 марта 2016 года Скомина вошёл в состав судейской бригады для обслуживания матчей чемпионата Европы во Франции. Также был
привлечён к обслуживанию отборочных матчей чемпионата мира 2018 года.
В 2017 году обслуживал финал Лиги Европы между клубами «Аякс» и «Манчестер Юнайтед» (0:2) и несколько матчей Кубка конфедераций, проходившего в России.
В 2018 году обслуживал несколько матчей чемпионата мира.
В 2019 году судил финал Лиги чемпионов между клубами «Ливерпуль» и «Тоттенхэм Хотспур» (2:0).
В августе 2021 года Дамир ушел с должности рефери из-за проблем со здоровьем.

## Личная жизнь
Помимо родного словенского языка владеет английским и итальянским.